# Bert och Ernie
Bert och Ernie är två av handdockorna i TV-serien Sesam. De förekommer i korta sketcher, i vilka den impulsive Ernie vanligtvis retar upp den buttre Bert.
De har även förekommit i Mupparna, men mest som gäster då.

## Animerad TV-serie
Bert och Ernie (originaltitel Bert and Ernie's Great Adventures) är en  brittisk leranimerad barnserie som handlar om Bert och Ernie, som varje kväll vid läggdags tas ut på oförutsedda äventyr som att vara väktare på ett museum, pirater i Indiska oceanen eller att vara bagare och ta emot enorma beställningar av figuren Enormo som i själva verket är en hungrig liten mus.[källa behövs] Var de än hamnar lyckas de hela tiden ställa till det för sig själva. Bert har en duva som heter Bernice och Ernie har en gummianka och ibland får de följa med på äventyret.

## Svenska röster
- Bert - i den animerade TV-serien Steve Kratz, i Svenska Sesam 1981 John Harryson, i Sesam 1976 Carl Billquist
- Ernie - i den animerade TV-serien Magnus Ehrner, i Svenska sesam 1981 Peter Harryson, i Sesam 1976 Björn Gustafson